# Museu de Papel de Terras de Santa Maria
Museu do Papel Terras de Santa Maria é um museu situado em Paços de Brandão, no concelho de Santa Maria da Feira, Portugal. Fundado em 26 de outubro de 2001, é o primeiro museu em Portugal dedicado exclusivamente à história da produção de papel, abrangendo as fases de manufatura artesanal e industrial.

## História
O museu está instalado em duas antigas fábricas de papel do século XIX: a Fábrica de Custódio Pais e a Fábrica dos Azevedos. Essas estruturas representam a arquitetura industrial típica da região das Terras de Santa Maria.
A história do papel em Portugal remonta ao século XVIII, mas a transição para a produção industrial foi marcante no início do século XIX. O museu preserva as memórias dessa transição, celebrando o papel das fábricas na transformação da economia local.

## Exposições e Atividades
O museu divide-se em dois núcleos principais:
- Produção Manual (1822–1916): Exibida no espaço do Engenho da Lourença, demonstra o processo artesanal "folha a folha".
- Produção Industrial (1916–1989): Localizada na Casa da Máquina, explora o fabrico contínuo, com destaque para a máquina de forma redonda.[4]

Além das exposições permanentes, o museu:
- Exibe uma coleção de marcas de água oriundas de várias fábricas do país.
- Promove atividades interativas, permitindo aos visitantes participar do processo de fabrico de papel.
- Realiza oficinas educativas e eventos culturais.[5]

## Reconhecimento
Em 2011, o Museu do Papel Terras de Santa Maria foi distinguido como "Melhor Museu Português" pela Associação Portuguesa de Museologia (APOM), reconhecendo sua contribuição para a preservação do património industrial e cultural.